# Орнаментика
Орнаментика је наука о употреби и примени орнамената, вештина украшавања у уметности, одевању и музици; скуп украса (орнамената) на неком предмету; украшавање зграда у архитектури, украшавање у златарству, коричењу књига и другим занатима, украсна слова и књижни украси у штампарству, украшавање посуда резовима итд.

## Значење, примена
Порекло речи је из латинског ornamentum, који значи "украс, урес, шара, накит".
Орнамент, као украсни елемент (облик или шара) геометријског, биљног или животињског приказа често се појављује у архитектури, текстилној индустрији, печатарству, хералдици и др. Значајна је орнаментика у народној ношњи, у моди и одевању (текстилна орнаментика), у сакралној симболици, у средњовековној историографији (хронике) и у народном фолклору.
Орнаментиста је уметник или занатлија који украшава предмете, прави уресе и дуборезе на посудама, поставља орнаменталне мотиве на грађевине и др.

## Галерија
- Словна орнаментика
- "Флорал" – украс за раздвајање у штампи
- Орнамент у традиционалном фолклорном везу
- Столица украшена фолклорном орнаментиком
- Атила приказан орнаментиком у Chronicon Pictum из 14. века
- Орнаментика у Сецесисјком стилу на фасади зграде
- Исламска орнаментика
- Уметник у постављању орнаментике